# John Tower
Pour les articles homonymes, voir Tower.
John Goodwin Tower, né le 29 septembre 1925 à Houston et mort le 5 avril 1991 à Brunswick (Géorgie), est un homme politique américain, ancien sénateur républicain du Texas.

## Biographie
Originaire de Houston, John Tower fréquente les écoles publiques de sa ville natale et de Beaumont. Après avoir servi dans le Pacifique durant la Seconde Guerre mondiale, il est diplômé de l'université Southwestern en 1948 et de l'université méthodiste du Sud en 1953. De 1951 à 1960, il enseigne à la Midwestern University (en) de Wichita Falls.
Le 27 mai 1961, il est élu pour succéder à Lyndon B. Johnson, désormais vice-président, au Sénat des États-Unis. Il est alors le premier sénateur républicain du Texas depuis la Reconstruction. Il est réélu en 1966, 1972 et 1978. Au Sénat, il préside le comité politique républicain (en) puis la commission des forces armées.
Ronald Reagan le nomme dans l'équipe de négociation sur les armes à Genève en 1985 puis à la présidence du Special Review Board (dit « commission Tower ») à la suite de l'affaire Iran-Contra,. En 1987, Ronald Reagan lui propose de devenir directeur de la CIA, mais il refuse l'offre. Il rejoint ensuite le secteur privé en tant que consultant sur les questions de défense.
En 1989, il est choisi comme Secrétaire à la Défense par le président George H. W. Bush mais le Sénat refuse sa confirmation (53 voix contre 47). Outre le risque de conflits d'intérêts en raison de son travail pour des entreprises du domaine de la défense, il est notamment accusé d'être un coureur de jupons et un alcoolique. C'est la première fois que le Sénat refuse la nomination d'un membre du gouvernement depuis 1959. Bush le nomme alors à la tête du President's Intelligence Advisory Board, un poste qui ne nécessite pas de confirmation sénatoriale.
Il meurt dans un accident d'avion près de Brunswick en Géorgie, tout comme sa fille Marian et l'astronaute Sonny Carter.